# Archytas lenkoi
Archytas lenkoi là một loài ruồi trong họ Tachinidae.